# Râul Carpenul, Cașin
Râul Carpenul este un curs de apă, afluent al râului Cașin. 

## Hărți
- Harta județului Harghita